# 埃奇伍德學院
埃奇伍德學院（Edgewood College）是位於美國威斯康星州麥迪遜溫哥拉湖畔的一所多明我會私立大學，成立於1927年，最初是一座女子學院，現男女共學。1948年時迎來中國上海的兩名和哥倫比亞卡利的一名國際學生，這是該學院首次有國際學生入學，當時學院發展十分緩慢，到20世紀後半期才漸漸擴大。2015年《美國新聞與世界報道》在全國大學排名中將其列在第175位。